# آنا ایشی‌باشی
 آنا ایشی‌باشی (انگلیسی: Anna Ishibashi؛ زادهٔ ۱۲ ژوئیهٔ ۱۹۹۲) هنرپیشه و مدل اهل ژاپن است که در جشنواره فیلم یوکوهاما سال ۲۰۰۸ میلادی، برندهٔ جایزهٔ بهترین استعداد بازیگری شد.